# Sammanfogning (snickeri)
Sammanfogning är olika metoder att sätta samman arbetsstycken till en produkt. Fogen är kontaktytan mellan arbetsstyckena. Exempel på sammanfogningar är att foga ihop bräder till en låda eller sammanfoga ett bordsben med bordsskivan. Förutom metoderna som beskrivs nedan, så kan också sammanfogningen säkras på olika sätt. Lim, spik, skruv, nit eller en kombination av dessa kan användas. 

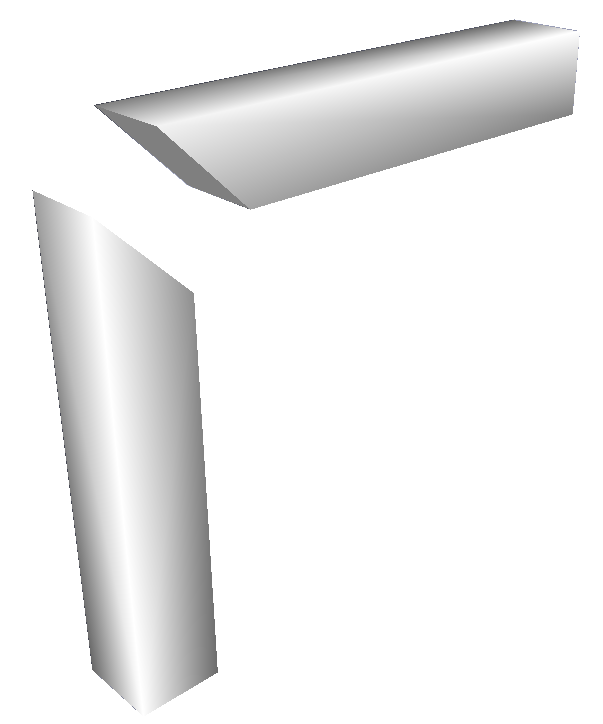
45° Gering 45°

## Gering
Gering är att sammanfoga ett hörn. Används ofta till att foga ihop en ram av något slag.

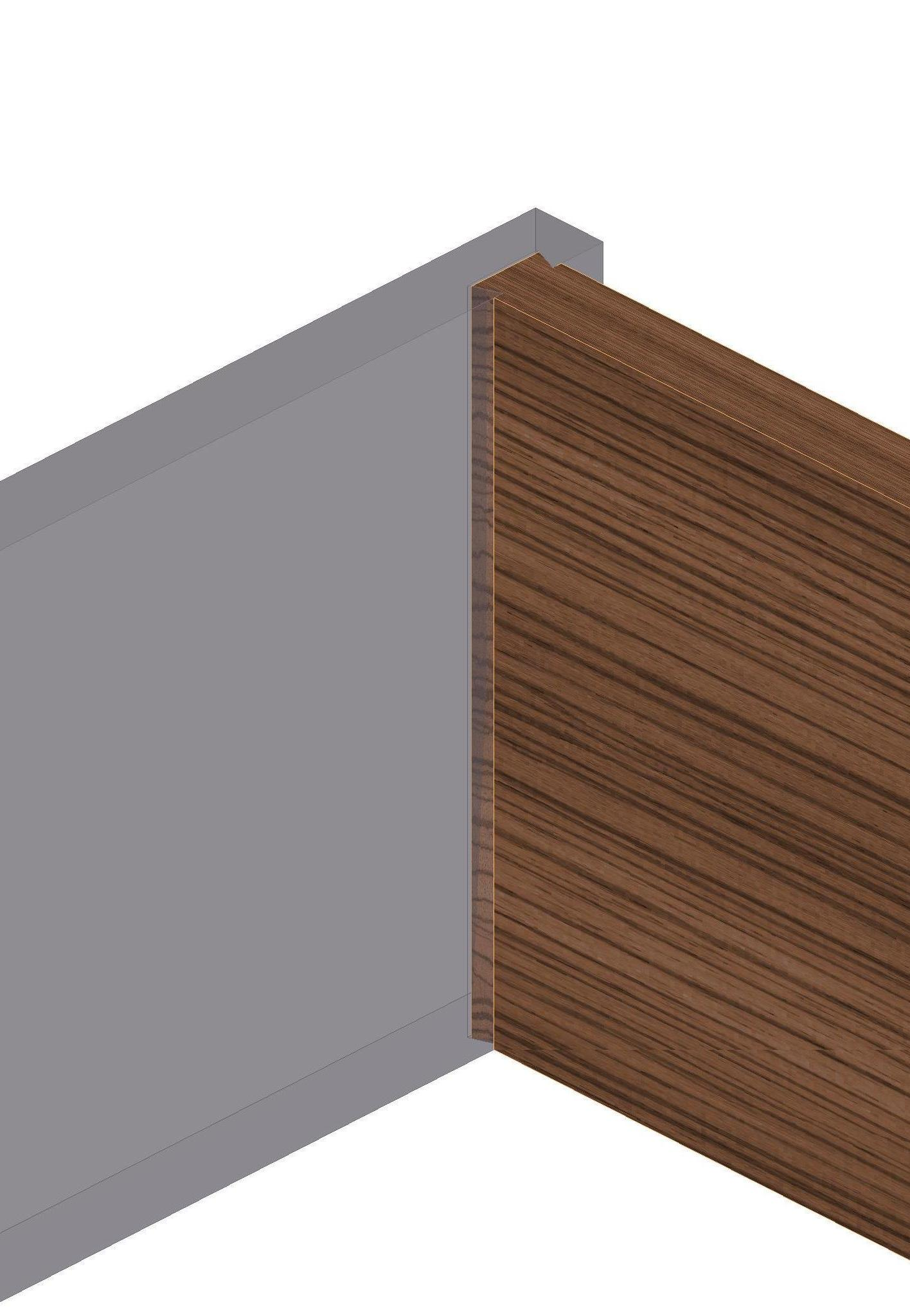
Gradning

## Gradning
Gradning är en fogning med ett spår i det ena arbetsstycket där det andra kan skjutas in, exempelvis ett hyllplan i en hyllvägg. Med hjälp av en gradsåg snedsågas två grunda spår i hyllväggen på hylltjocklekens avstånd från varandra och med en grundhyvel tas materialet mellan sågspåren bort. Med en gradhyvel hyvlas motsvarande uttag i hyllans ände. Vinkeln på spår och uttag bör vara cirka 70 grader och profilen på spåret kallas laxstjärt. Gradning kan också göras med hjälp av handöverfräs.

## Sinkning
Sinkning är en metod att sammanfoga trästycken i lådor för till exempel olika möbler. Sinkning kan utföras manuellt med handsåg, ritsmått och stämjärn, maskinellt med en sinkmaskin eller med en handöverfräs. Det finns många olika slag av sinkning, såsom öppen, halv- och helförtäckt, sockerlåd- och laxstjärtsinkning.

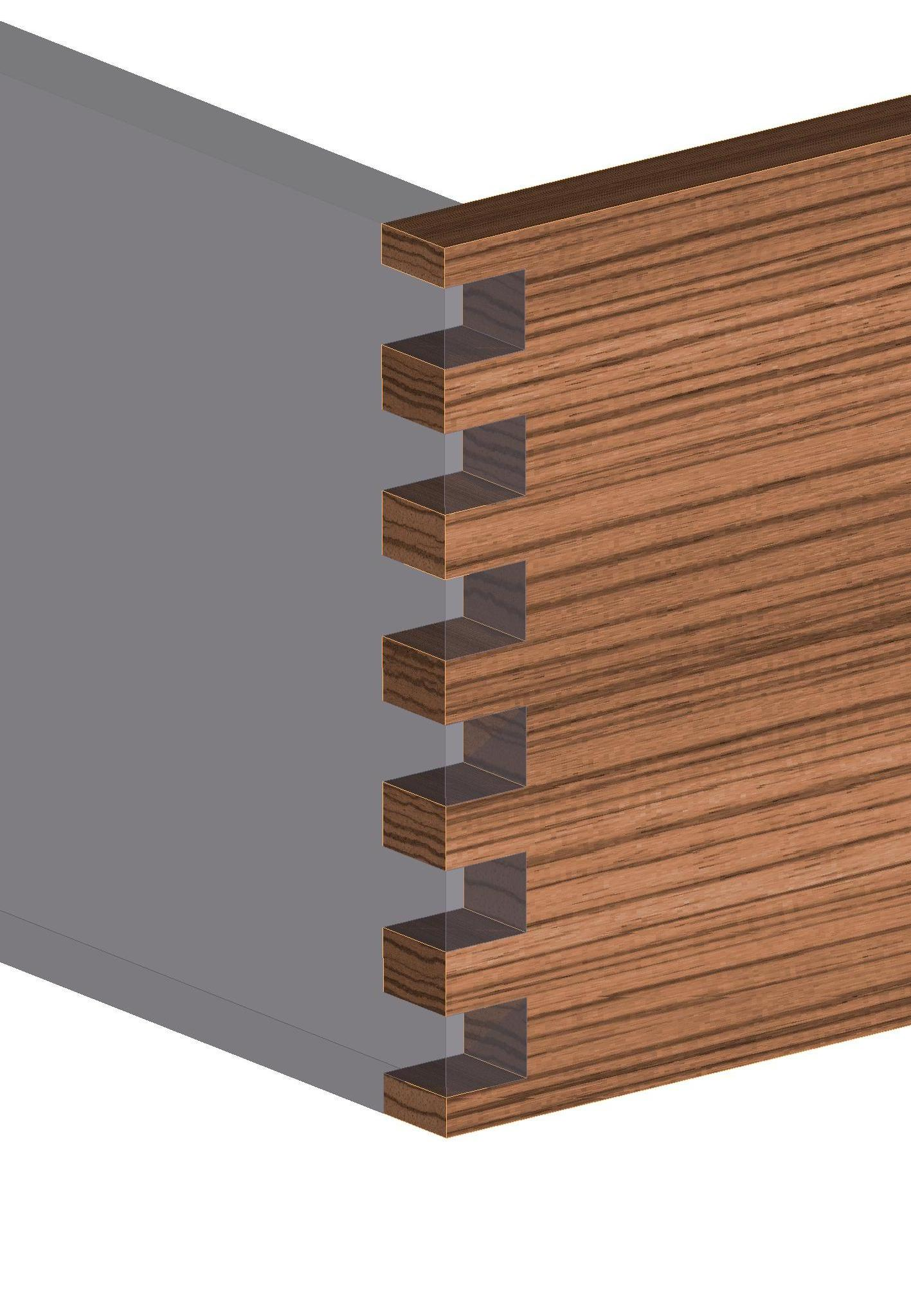
Öppen rak sinkning
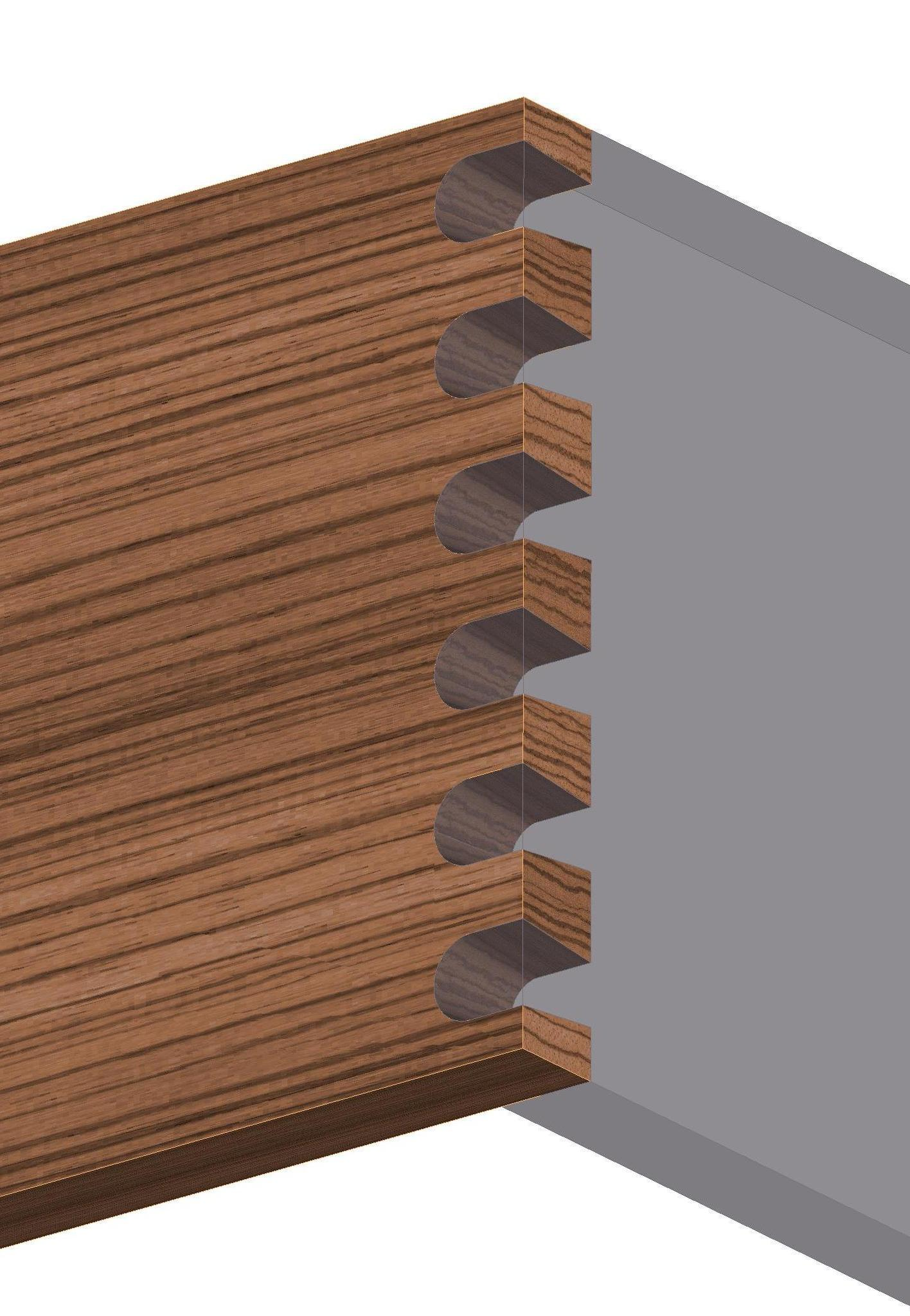
Maskinsinkning
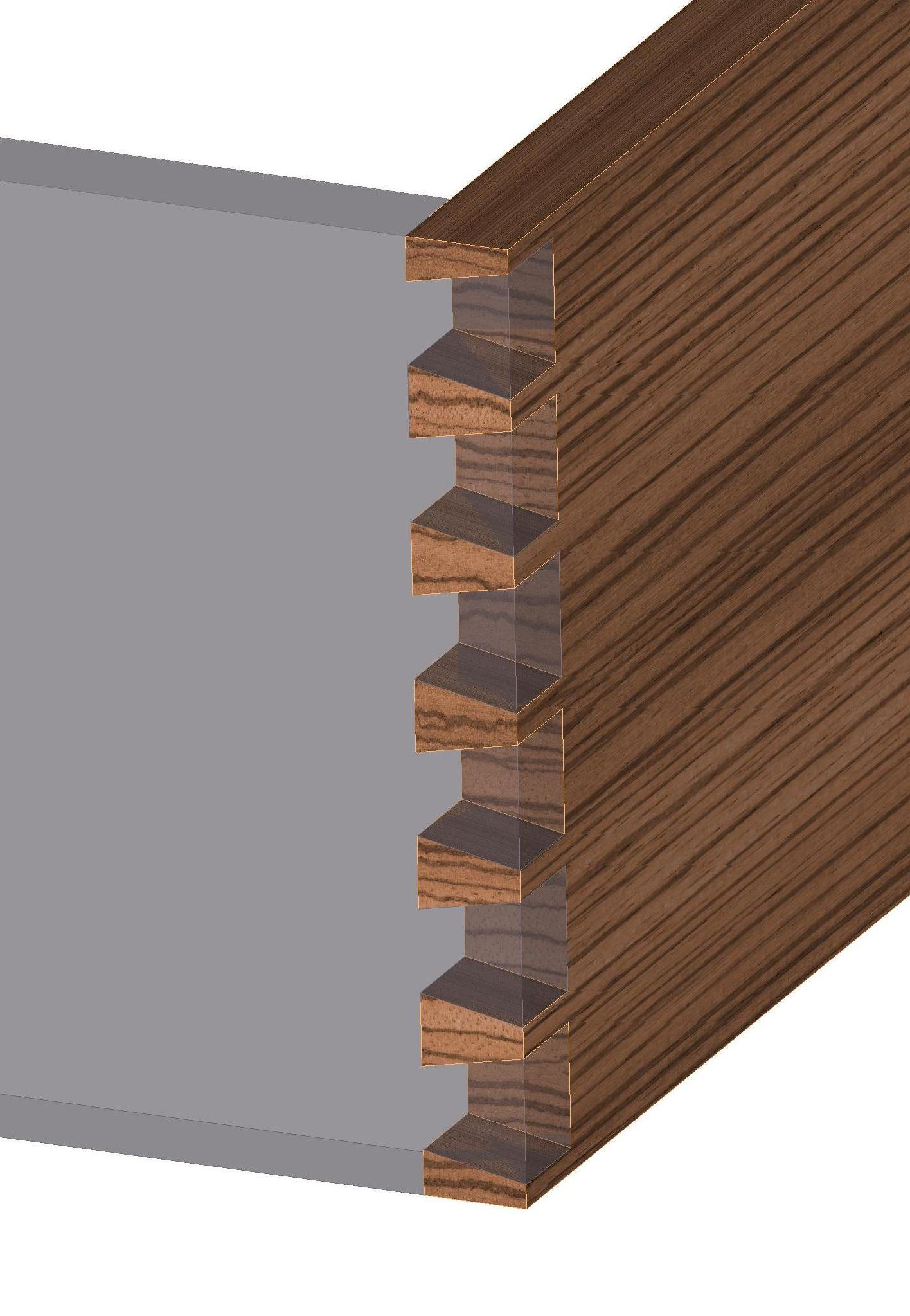
Öppen sinkning med laxstjärt
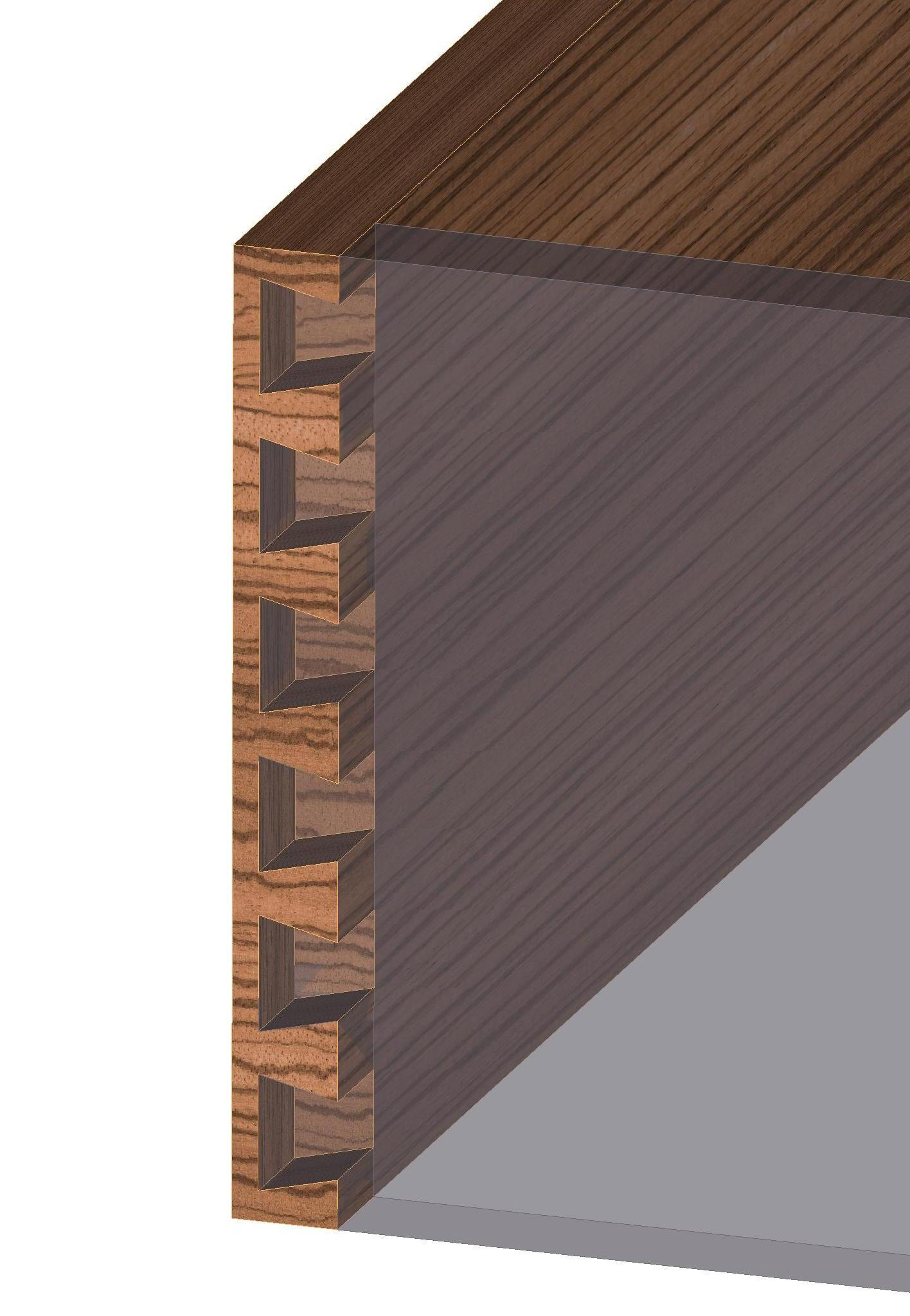
Halvförtäckt sinkning med laxstjärt
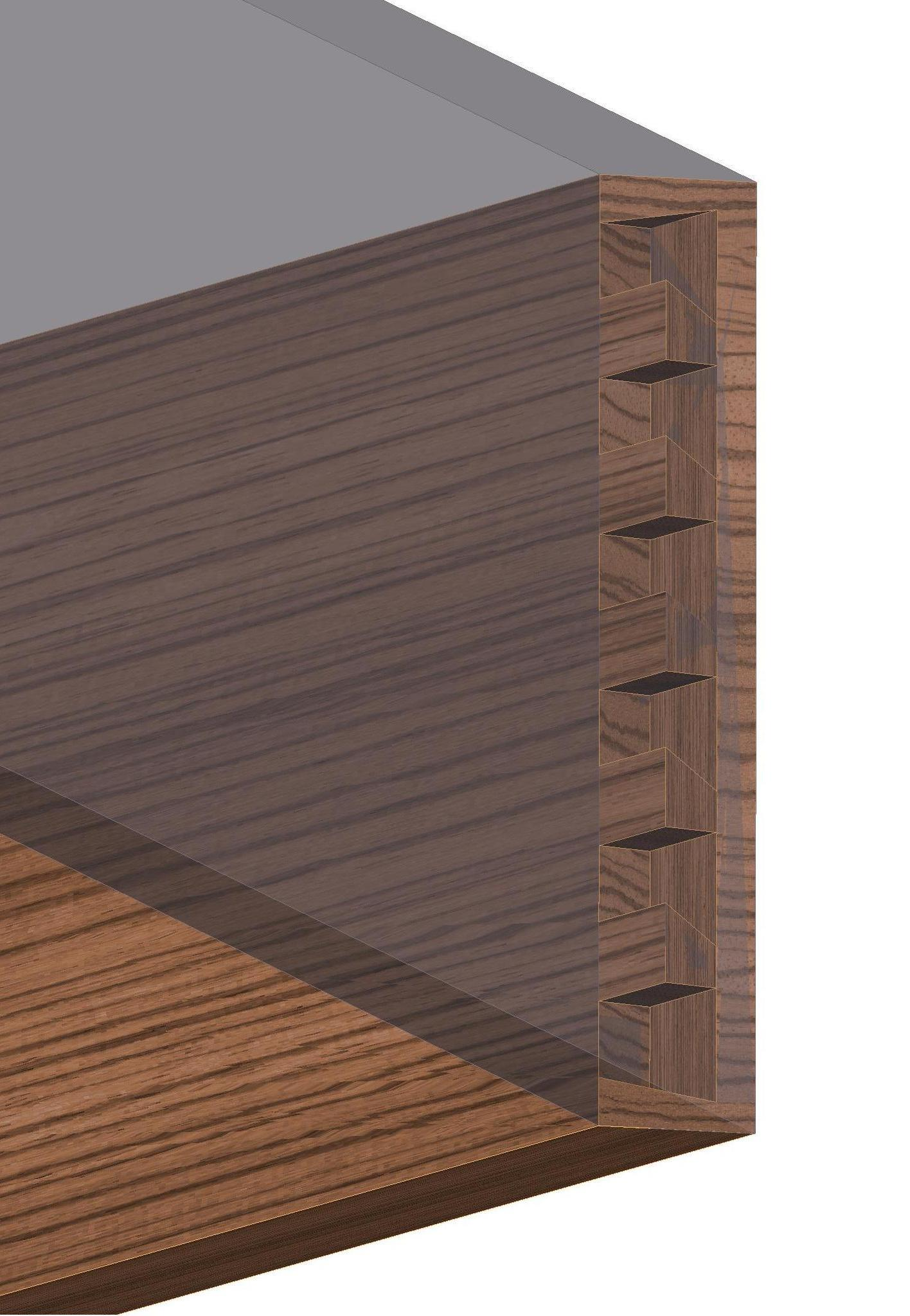
Helförtäckt sinkning med gering i hörn
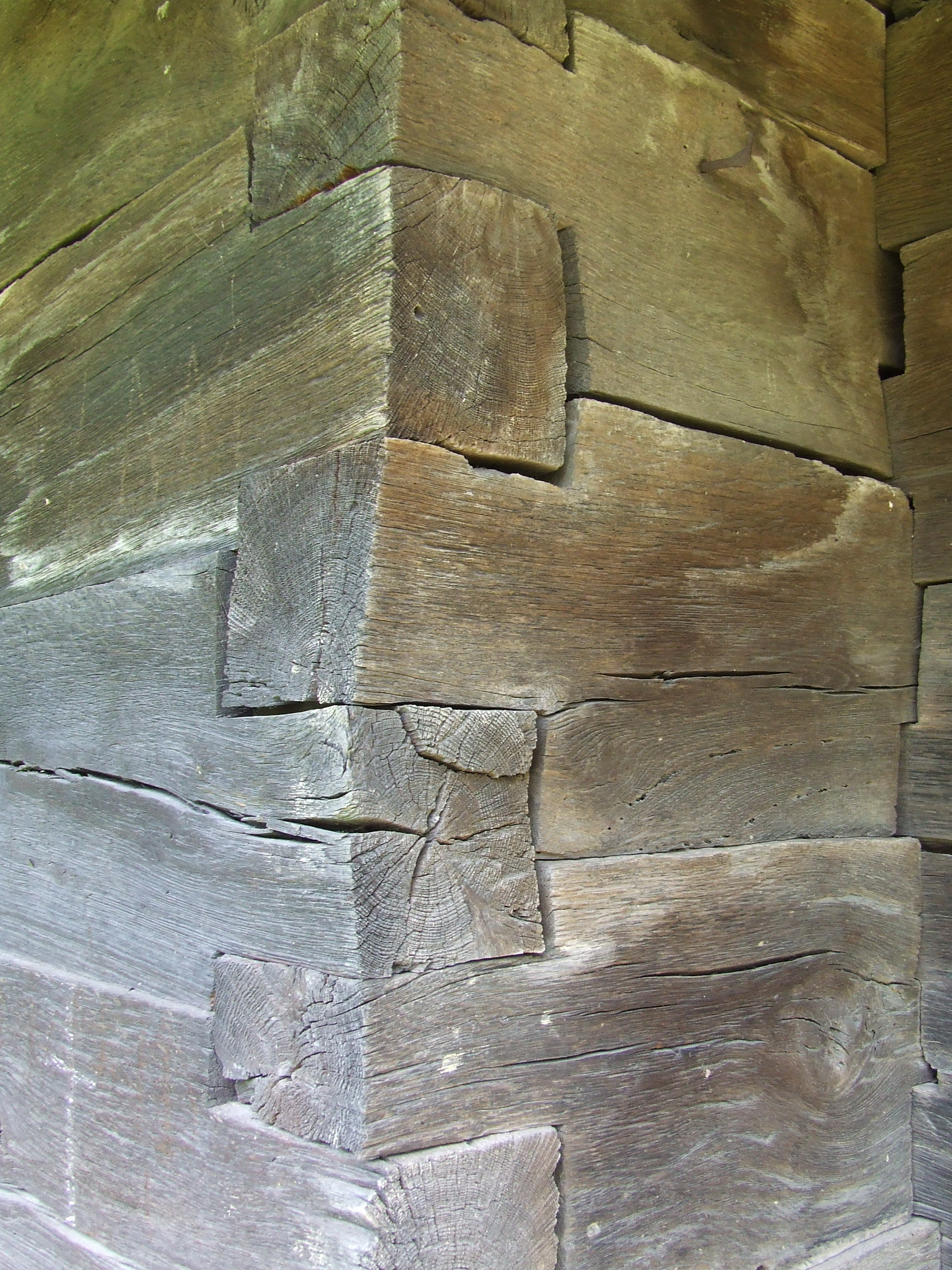
Sinkning av ett hörn i ett timmerhus

## Spont

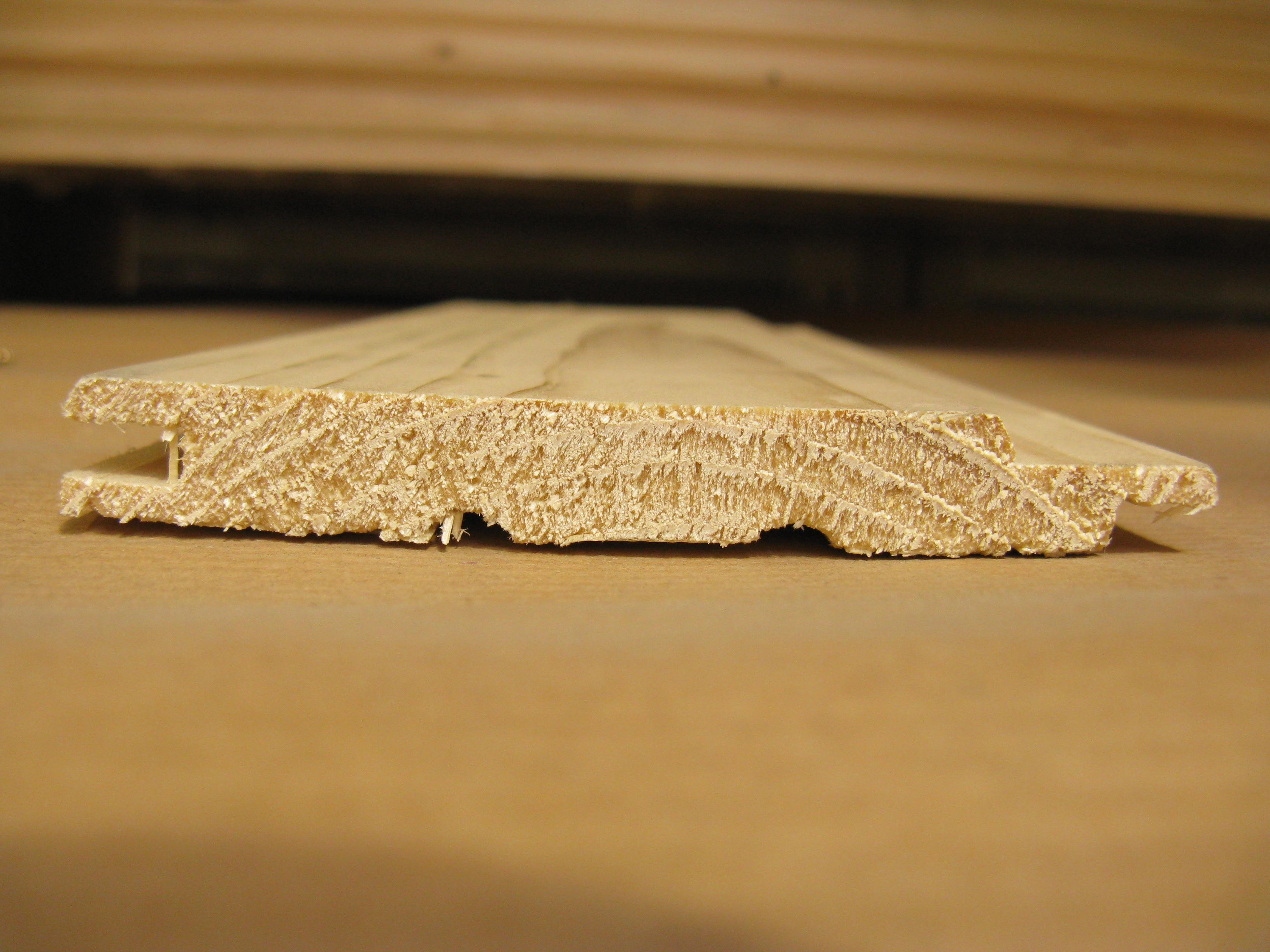
Panel med not och fjäder

Spont är en fogning med en not (spår) i det ena arbetsstycket där en lös eller på det andra arbetsstycket utstående fjäder kan skjutas in. Noten skapas med nothyvel och fjädern med falshyvel eller så fräses båda ut. Spontat virke tillverkas för olika paneler och golvträ samt råspont.

## Tappning
Tappning kan utföras med enkel eller dubbeltappning manuellt eller maskinellt.

Spår med enkeltappning.
Spår med enkeltappning till en ram.

## Laskning
En metod som innebär att man sammanfogar ändarna endera med utanpåliggande material eller med uttunning av båda ändarna och hopfogning omlott med lim och/eller fästdon såsom spik, nit, skruv, plugg eller lödning. Se vidare under Laskning